# 265 v. Chr.
Portal Geschichte | Portal Biografien | Aktuelle Ereignisse | Jahreskalender | Tagesartikel

◄ |
4. Jahrhundert v. Chr. |
3. Jahrhundert v. Chr. |
2. Jahrhundert v. Chr. |
►

◄ | 280er v. Chr. | 270er v. Chr. | 260er v. Chr. | 250er v. Chr. |
240er v. Chr. |
►

◄◄ | ◄ | 268 v. Chr. | 267 v. Chr. | 266 v. Chr. | 265 v. Chr. |
264 v. Chr. |
263 v. Chr. |
262 v. Chr. |
► |
►►
Staatsoberhäupter

## Ereignisse

### Politik und Weltgeschehen

#### Östliches Mittelmeer
- Areus I., König von Sparta, fällt im Chremonideischen Krieg gegen Makedonien bei Korinth. Sein Nachfolger wird Akrotatos. Nach dieser Niederlage Spartas gerät Athen in Bedrängnis.
- Antigonos II. Gonatas von Makedonien erobert Megara.

#### Westliches Mittelmeer
- Hieron II. von Syrakus wendet sich erneut gegen die Mamertiner, eine kampanische Söldnertruppe, die die sizilische Stadt Messana besetzt hält.

#### Asien
- Zeit der Streitenden Reiche: Der chinesische Staat Qin greift Han an, das sich daraufhin mit dem mächtigen nördlichen Staat Zhao verbündet. (siehe: Schlacht von Changping#Vorgeschichte)

- um 265 v. Chr.: Ashoka, Herrscher des indischen Maurya-Reiches, das sich über fast ganz Indien erstreckt, beginnt einen überaus blutigen Feldzug gegen Kalinga (im heutigen Odisha).

### Wissenschaft
- Der griechische Astronom Timocharis von Alexandria beobachtet den Planeten Merkur.

## Geboren
- Seleukos II., König des Seleukidenreiches († 226 v. Chr.)
- um 265 v. Chr.: Gnaeus Naevius, römischer Dichter († wohl nach 200 v. Chr.)

## Gestorben
- Areus I., König von Sparta
- 266/265 v. Chr.: Polemon von Athen, griechischer Philosoph